# Средно училище „Христо Ботев“ (Сунгурларе)
Средно училище „Христо Ботев“ е гимназия в град Сунгурларе, област Бургас. Създадено е през 1886 г. Патрон на училището е Христо Ботев. То е разположено на ул. „Георги Димитров“ № 21. От 1992 г. директор на училището е Николай Русев.

## История
Училището е открито през 1886 г. като основно училище. През 1896 г. се наименува на „Св. св. Кирил и Методий“. През есента на 1914 г., поради допусната небрежност училището се запалва и за няколко часа изгаря. В продължение на осем години децата се принуждават да учат в частни къщи и дюкяни. През 1922 г. сградата на училището е възстановена. В периода от 1932 до 1933 г. е изградена нова сграда на училището, преименувано е на „Христо Ботев“.